# Jan Józwik
Jan Józwik (ur. 16 marca 1952 w Luboszewach, zm. 8 grudnia 2021 w Zakopanem) – polski łyżwiarz szybki, olimpijczyk.

## Życiorys

### Wykształcenie
W 1971 roku ukończył Technikum Mechaniczne im. Tadeusza Kościuszki w Tomaszowie Mazowieckim, a w 1980 roku Akademię Wychowania Fizycznego w Krakowie.

### Kariera sportowa
Karierę sportową zaczynał w klubie Pilica Tomaszów Mazowiecki. W latach 1968–1972 trenował pod kierunkiem Bogusława Drozdowskiego. Specjalizował się w konkurencjach sprinterskich – wyścigach na 500 m i 1000 m.
Uczestniczył w Igrzyskach Olimpijskich w 1980 w Lake Placid, gdzie zajął 9. miejsce na 500 m i 13. na 100 m.
Osiem razy startował w mistrzostwach świata w wieloboju sprinterskim, zajmując kolejno miejsca:
- 1975 – 27,
- 1977 – 20,
- 1978 – 8,
- 1979 – 9,
- 1980 – 27,
- 1981 – 14,
- 1982 – 14,
- 1983 – nie sklasyfikowany.

Był dziesięciokrotnym mistrzem Polski na dystansach:
- 500 m – 1976, 1978, 1979, 1980, 1981 i 1983
- 1000 m – 1978,1979 i 1980
- 1500 m – 1981

Dwukrotnie (w 1975 i 1983) był wicemistrzem Polski w wieloboju sprinterskim. 18 razy poprawiał rekordy Polski, w tym na 500 m wynikiem 37,50 s., który został poprawiony dopiero po 17 latach. Największe sukcesy odniósł startując w barwach SN PTT Zakopane.